# Erik van der Woodsen
Erik van der Woodsen (in de televisieserie gespeld als Eric, en vertolkt door acteur Connor Paolo) is een personage uit de televisieserie Gossip Girl en de gelijknamige boekenserie waarop de televisieserie is gebaseerd, en dus bedacht door schrijfster Cecily von Ziegesar. Erik is een tiener uit de bovenklasse van New York. Hij is een zoon van Lily Rhodes en William van der Woodsen en broer van Serena van der Woodsen. Zijn beste vriendin en stiefzus is Jenny Humphrey. In de boekenreeks heeft hij een relatie gehad met Blair Waldorf maar dat wordt in de televisieserie niet hernomen.
Erik probeerde zelfmoord te plegen en wordt opgenomen in een psychiatrische kliniek. Later zal hij leren dat zijn moeder ook in een psychiatrisch ziekenhuis was opgenomen toen ze 19 jaar oud was.
In de televisieserie is Erik homoseksueel en de eerste die dit weet is Chuck Bass die, ondanks zijn voorkomen en gedrag, hem toch zal helpen bij zijn coming-out. In seizoen 1 is hij in een relatie met Asher maar die weigert zijn homoseksualiteit toe te geven en zal hem verlaten. In seizoen 2 date hij met Jonathan en in seizoen 3 heeft hij een relatie met Elliott, maar deze zal in seizoen 4 met hem breken.
Erik is een aardig personage, die niemand pijn wil doen. Hij wordt echter vaak ongewild het slachtoffer van de manipulaties van zijn omgeving. Zijn coming-out werd uiteindelijk geforceerd door Georgina Sparks, die het te weten was gekomen nog voor Erics eigen familie op de hoogte was en het zonder zijn toestemming onthulde. Lily's eerste reactie is behoorlijk teleurstellend voor Erik, die zich niet gesteund voelt door zijn moeder. Maar nadien wordt de homoseksualiteit van Erik volledig geaccepteerd door de familie Van der Woodsen.
Zijn vriendschap met Jenny heeft zijn ups en downs. Hij is altijd aanwezig voor haar, maar is vaak teleurgesteld in haar gedrag als ze op de middelbare school zit, waarbij ze vaak ondankbaar is jegens hem.